# Segonzac (Dordogna)
Segonzac è un comune francese di 217 abitanti situato nel dipartimento della Dordogna nella regione della Nuova Aquitania.

## Società

### Evoluzione demografica
Abitanti censiti